# Parlement van Kazachstan
Het Parlement van de Republiek Kazachstan (Kazachs: Қазақстан Республикасының Парламенті, Qazaqstan Respublikasynyñ Parlamentı) is het tweekamerparlement van Kazachstan. Het Parlement verving in 1995 de Opperste Sovjet van Kazachstan (1937-1995). Sinds 2007 wordt het Parlement gekozen op basis van evenredige vertegenwoordiging.
Het Parlement kent een hogerhuis, de Senaat (Сенаты) die 49 leden telt, en een lagerhuis, de Majilis (Мәжіліс), die 107 leden telt.
Beide kamers van het Parlement worden sinds 1995 gedomineerd door de regeringspartij, die sinds 2022 de naam Amanat ("Wil der Voorouders") draagt.
Het Parlement is gevestigd in het Parlementsgebouw in de Kazachse hoofdstad Nur-Sultan (tot 2019 Astana geheten).

## Verwijzingen
Abchazië: Parlement · 
Albanië: Kuvendi · 
Andorra: Consell General de les Valls · 
Armenië: Azgayin Zhoghov · 
Azerbeidzjan: Milli Məclis · 
België: Federaal Parlement (Senaat en Kamer) · 
Bosnië en Herzegovina: Parlementarna Skupština · 
Bulgarije: Narodno Sobranie · 
Cyprus: Vouli ton Antiprosópon · 
Denemarken: Folketing · 
Duitsland: Bundestag (en Bundesrat) · 
Estland: Riigikogu · 
Finland: Eduskunta · 
Frankrijk: Parlement (Assemblée nationale en Sénat) · 
Georgië: Parlement · 
Griekenland: Vouli · 
Hongarije: Országgyűlés · 
Ierland: Oireachtas (Dáil en Seanad) · 
IJsland: Alþingi · 
Italië: Parlement (Kamer en Senaat) · 
Kazachstan: Parlamenti (Majilis en Senaat) · 
Kosovo: Assemblee · 
Kroatië: Sabor · 
Letland: Saeima · 
Liechtenstein: Landtag · 
Litouwen: Seimas · 
Luxemburg: Chambre · 
Macedonië: Sobranie · 
Malta: Il-Kamra · 
Moldavië: Parlamentul · 
Monaco: Conseil National · 
Montenegro: Skupština · 
Nagorno-Karabach: Azgayin Zhoghov · 
Nederland: Staten-Generaal (Eerste Kamer en Tweede Kamer) · 
Noord-Cyprus: Cumhuriyet Meclisi · 
Noorwegen: Storting · 
Oekraïne: Verchovna Rada · 
Oostenrijk: Nationalrat · 
Polen: Sejm (en Senat) · 
Portugal: Assembleia da Republica · 
Roemenië: Camera Deputaţilor · 
Rusland: Federatieve vergadering (Staatsdoema en Federatieraad) · 
San Marino: Consiglio Grande e Generale · 
Servië: Narodna skupština · 
Slowakije: Národná Rada · 
Slovenië: Državni Zbor en Državni Svet · 
Spanje: Cortes Generales (Senado en Congreso de los Diputados) · 
Transnistrië: Opperste Sovjet · 
Tsjechië: Parlament (Senaat en Kamer van Afgevaardigden) · 
Turkije: Meclis · 
Verenigd Koninkrijk: Parliament (House of Commons en House of Lords) · 
Wit-Rusland: Nationale Vergadering (Huis van Afgevaardigden en Raad van de Republiek) · 
Zuid-Ossetië: Parlement · 
Zweden: Riksdag · 
Zwitserland: Bondsvergadering (Nationale Raad en Kantonsraad)
Cursief: wijst op een niet of slechts deels erkende staat